# Geocentrická dráha

Různé druhy geocentrických drah

Geocentrická dráha je taková oběžná dráha, jejímž centrálním tělesem je Země. Mezi geocentrické dráhy patří například: nízká oběžná dráha Země, geostacionární dráha, geosynchronní dráha, dráha Měsíce apod.
Každé těleso na geocentrické dráze musí mít minimálně kruhovou rychlost. Pro opuštění geocentrické dráhy je potřeba dosáhnout únikové rychlosti. Víc informací naleznete v článku Pohyb v centrálním gravitačním poli.

## Tabulka s příklady
| Oběžná dráha        | hlavní poloosa       | výška nad povrchem Země | rychlost                                                        | doba oběhu   | energie           |
| ------------------- | -------------------- | ----------------------- | --------------------------------------------------------------- | ------------ | ----------------- |
| LEO                 | 6 600 – 8 400 km     | 200 – 2 000 km          | kruhová dráha: 6,9 až 7,8 km/s eliptická dráha: 6,5 až 8,2 km/s | 89 – 128 min | 32,1 – 38,6 MJ/kg |
| Molnija             | 6 900 – 46 300 km    | 500 – 39 900 km         | 1,5 – 10,0 km/s                                                 | 11 h 58 min  | 54,8 MJ/kg        |
| GEO                 | 42 000 km            | 35 786 km               | 3,1 km/s                                                        | 23 h 56 min  | 57,5 MJ/kg        |
| oběžná dráha Měsíce | 363 000 – 406 000 km | 357 000 – 399 000 km    | 0,97 – 1,08 km/s                                                | 27,3 dní     | 61,8 MJ/kg        |